# Distretto di Ramanathapuram
Il distretto di Ramanathapuram è un distretto del Tamil Nadu, in India, di 1 183 321 abitanti. Il suo capoluogo è Ramanathapuram.